# André Gobert
André Gobert (n. 30 septembrie 1890, Paris, Île-de-France, Franța – d. 6 decembrie 1951, Paris, Île-de-France, Franța) a fost un jucător de tenis francez, medaliat olimpic. A participat la o ediție a Jocurilor Olimpice (1912) în care a câștigat două medalii de aur.